# Leptognathia elongata
Leptognathia elongata är en kräftdjursart som beskrevs av Sueo M. Shiino 1970. Leptognathia elongata ingår i släktet Leptognathia och familjen Leptognathiidae. Inga underarter finns listade i Catalogue of Life.